# Pont routier de Dömitz
Le pont routier de Dömitz est un pont long de 970 m au-dessus de l'Elbe. Le bâtiment à l'ouest de Dömitz fait partie de la Bundesstraße 191 d'Uelzen à Ludwigslust et est le seul pont routier sur le tronçon de 115 km entre Wittenberge et Lauenburg. Il comprend deux voies et relie les deux rives. La hauteur libre pour les navires est de 8 m au niveau d'eau navigable le plus haut.
Un premier bâtiment est construit de 1934 à 1936 et détruit par un raid aérien en 1945. Durant la Guerre froide, l'Elbe sert de frontière naturelle entre les deux Allemagne. La reconstruction est possible avec la réunification allemande. Les travaux ont lieu en 1991 et 1992. Le premier pont après cette réunification est ouvert à la circulation le 18 décembre 1992. Il est devenu un symbole de la réunification.

## Histoire

### Le premier pont (1934-1945)
Comme il n'y a pas de lien routier fixe sur l'Elbe entre Hambourg et Wittenberge, il est décidé en 1934 de construire un pont pour une route entre la mer Baltique et Hanovre, près de Dömitz. La section du pont d'acier est d'une longueur totale de 960 m. Le pont fluvial est un pont bow-string long de 156 m avec deux travées d'approche au nord  et au sud. Il s'agit du premier pont soudé en Allemagne. La chaussée est fait de dalles de béton posées pour les deux voies d'une largeur totale de 6,5 m et deux trottoirs larges de 1,25 m chacun. Le coût a été de 3,3 millions de reichsmarks, 3 400 tonnes d'acier ont été utilisés.
Un bombardement aérien le 20 avril 1945 détruit le pont fluvial et les jonctions aux viaducs qui, eux, sont restés intacts. Le viaduc d'accès au sud, côté ouest-allemand, est restauré et sert de belvédère aux piétons avec un tableau et un télescope. Le viaduc de l'autre côté, en Allemagne de l'est, sert de poste aux gardes-frontières.

### Le pont actuel
Après la réunification, une étude sur les tabliers des ponts et des quais encore existants montre qu'une réparation n'est pas économiquement viable. Par conséquent, ils seront détruits et remplacés par un nouveau bâtiment dans le même axe. 
À l'aide de palplanches, on produit les nouveaux piliers. Le nombre de champs du nouveau pont correspond aux 19 pièces de l'ancien pont. Les travées d'approche sont désormais des structures en béton précontraint avec une superstructure avec dedans une poutre continue un système de construction dans la direction longitudinale. Dans la direction transversale, la superstructure a un tablier avec une chaussée large de 15,85 m et des passerelles inclinées. 
Au-dessus de l'Elbe, s'élève un pont en arc avec une portée de 178 m. Les arcs paraboliques sont inclinés 11 ° par rapport à la verticale, et ont une hauteur maximale de 27 m. Les fils qui assurent leur raidissement sont espacés de 11,28 m.
Le pont a été livré en pièces pesant jusqu'à 65 tonnes et monté sur une ligne arrière de la culée est. L'insertion se fait avec quatre traîneaux de déplacement et quatre pontons pour une construction pesant en tout 2 100 tonnes. On a utilisé 1 831 tonnes d'acier, 24,300 mètres cubes et 1 756 tonnes de béton pour l'armature et 480 t d'acier pour les câbles. Le coût de construction a été de 52,4 millions de Deutsche Mark.

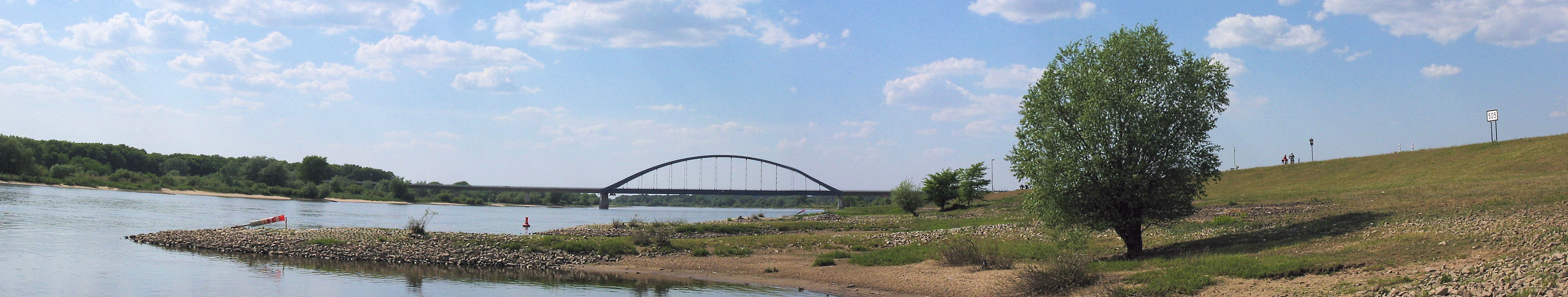
Image panoramique du pont routier de Dömitz